# Referéndum de Moldavia de 1994
El 6 de marzo de 1994 se celebró en Moldavia un referéndum sobre el mantenimiento de la independencia como nación . Iniciado por el presidente Mircea Snegur, se denominó "Consulta con el pueblo" (en rumano: La sfat cu poporul) y fue aprobado por 97,9% de los votantes.

## Pregunta
¿Quieres que la República de Moldavia se desarrolle como un estado independiente y unitario, en las fronteras reconocidas en el día en que Moldavia declaró la soberanía, promover una política de neutralidad y mantener relaciones económicas de beneficio mutuo con todos los países del mundo, y garantizar a sus ciudadanos la igualdad de derechos, de acuerdo con el derecho internacional?

## Cuestiones de legalidad
El referéndum fue organizado por una comisión republicana especialmente creada después de que la Comisión Electoral Central se negara a participar. Sin embargo, su organización contravino la ley de referéndum de 1992, que establecía que el Parlamento debería haber formado una comisión de referéndum 60 días antes del referéndum, y que no deberían celebrarse referéndums 90 días antes de las elecciones (las elecciones parlamentarias se había celebrado una semana antes).

## Resultados
|  | 97.9 % |

|  | 2.1 % |

|  | 98.97 % |

|  | 0.99 % |

|  | 100 % |

|  | 75.1 % |

## Consecuencias
Numerosas personalidades públicas y buena parte de la prensa presentaron el referéndum como un duro golpe al movimiento para la unificación de Rumanía y Moldavia en ambos países, a pesar de que la pregunta no se refería directamente a Rumanía, sino a la independencia. También se refirió a la integridad territorial, que fue una de las principales preocupaciones debido al conflicto de Transnistria.